# Parcours de l'Amiens SC en Coupe de la Ligue
Le parcours de l'Amiens SC en Coupe de la Ligue présente les résultats sportifs de l'Amiens Sporting Club Football, club de football basé à Amiens en Picardie, en Coupe de la Ligue, compétition annuelle organisée depuis 1994 par la Ligue de football professionnel.
Le club n'a jamais remporté la compétition. Il a disputé les vingt premières éditions de cette compétition.

## Historique

### La Coupe de la Ligue
La Coupe de la Ligue est une compétition de football à élimination directe organisée depuis 1994 par la Ligue de football professionnel et qui rassemble uniquement les clubs professionnels français. Cette compétition, voulue par le président de la Ligue Noël Le Graët, avait initialement pour but de permettre aux clubs français de jouer plus de rencontres, et de voir ses droits audiovisuels vendus au service public.
Les clubs professionnels étant uniquement autorisés à participer à la compétition, seuls une quarantaine de clubs y prennent part chaque année. En 2013, l'Amiens SC fait partie des vingt-quatre clubs à avoir participé à toutes les éditions de la Coupe de la Ligue. Le club n'y a toutefois pas obtenu de bons résultats, n'ayant atteint qu'une seule fois les quarts de finale de la compétition lors de l'édition 2000-2001.
Le format de la Coupe de la Ligue est celui d'une coupe à élimination directe, jouée sur un seul match. La phase finale compte cinq tours (débuts aux 16e de finale), tandis que la phase préliminaires a compté selon les éditions de un à trois tours, seuls les clubs de Division 2 et de National y prenant part.

### Parcours de l'Amiens SC
Lors de l'édition 1994-1995, à l'occasion de son premier match dans cette nouvelle compétition, l'Amiens SC est opposé au premier tour le 29 novembre 1994 au SCO Angers. Devant les 2 500 spectateurs du stade Moulonguet, les Amiénois vont jusqu'aux tirs au but pour éliminer les Angevins et se qualifier pour les 16e de finale, où ils sont battus 3-0 sur le terrain du SC Bastia. L'édition suivante, l'Amiens SC élimine son premier club de Division 1 en 16e de finale, le RC Strasbourg. Les deux équipes doivent se départager aux tirs au but. Durant la séance, le gardien amiénois Philippe Poil réalise une performance rare en repoussant les cinq tentatives strasbourgeoises, permettant à son équipe de s'imposer un tir au but à zéro. A tour suivant, le club est éliminé par l'Olympique lyonnais.
Après deux éliminations successives au premier tour, l'Amiens SC réalise des performances correctes entre 1998 et 2002. Pour les éditions 1998-1999 et 1999-2000, l'équipe est éliminée par deux clubs de Division 1, l'AJ Auxerre, puis l'Olympique lyonnais. L'édition suivante, l'Amiens SC réalise son meilleur parcours dans la compétition, en atteignant les quarts de finale. Alors que le club évolue en National, il élimine deux équipes de Division 2, Le Mans UC et l'ES Wasquehal, et une de Division 1, l'EA Guingamp, par trois buts à un au stade de Roudourou. Le club, qui réalise en même temps un très bon parcours en Coupe de France en atteignant la finale, est finalement éliminé à domicile devant 10 997 spectateurs deux buts à zéro par le futur vainqueur de la compétition, l'Olympique lyonnais, à la suite d'un doublé de Steed Malbranque.
À la suite de son élimination en 8e de finale lors de l'édition 2001-2002 par le RC Strasbourg, l'Amiens SC subit trois éliminations successives au premier tour. Les Picards doivent ensuite attendre l'édition 2007-2008 pour renouer avec les 8e de finale de la compétition. Opposés à l'AS Nancy-Lorraine, ils s'inclinent sur le plus petit des scores, un but à zéro.
Depuis 2008, le club peine à s'illustrer dans la compétition, ne parvenant à se qualifier qu'une seule fois pour les 16e de finale lors de l'édition 2011-2012. L'Amiens SC se déplace chez le futur champion de France, le Montpellier HSC. Après un match nul deux buts partout, alors que les Amiénois menaient deux buts à zéro à la mi-temps, ceux-ci se font éliminer aux tirs au but, après avoir raté quatre balles de match,.

### Bilan
Le tableau suivant dresse le bilan des performances de l'Amiens SC en Coupe de le Ligue. Sa meilleure performance est un quart de finale en 2001 puis en 2018 et en 2020.
| Coupe             | V | F | 1/2 | 1/4 | 1/8 | 1/16 |
| ----------------- | - | - | --- | --- | --- | ---- |
| Coupe de le Ligue | 0 | 0 | 0   | 3   | 7   | 8    |

## Résultats détaillés

### Légende
Le tableau suivant précise la notation utilisée dans les tableaux de résultats suivants. La valeur en italique précédant le club rencontré par l'Amiens SC indique le niveau hiérarchique de ce club, celui des Amiénois étant précisé dans la deuxième colonne. Entre parenthèses sont indiqués le lieu du match et le score, toujours dans le sens de l'Amiens SC.
| Notation | Signification                                             |
| 1        | Division 1 (1994-2002), Ligue 1 (depuis 2002)             |
| 2        | Division 2 (1994-2002), Ligue 2 (depuis 2002)             |
| 3        | National 1 (1994-1997), National (depuis 1997)            |
|          | qualifié                                                  |
|          | éliminé                                                   |
|          | pas de tour                                               |
| exempt   | ne participe pas au tour                                  |
| D        | match joué à domicile                                     |
| E        | match joué à l'extérieur                                  |
| score    | le score indiqué est toujours dans le sens de l'Amiens SC |

### Tableau de résultats
| Édition   | N |                             | Premier tour                         | 16e de finale                       | 8e de finale                  | Quart de finale               | Demi-finale |
| 1994-1995 | 2 |                             | 2 SCO Angers (D, 2-2, 5-4 tab)       | 1 SC Bastia (E, 0-3)                |                               |                               |             |
| Édition   | N | Tour préliminaire           | Premier tour                         | 16e de finale                       | 8e de finale                  | Quart de finale               | Demi-finale |
| 1995-1996 | 2 | exempt                      | 2 Le Mans UC (E, 1-0)                | 1 RC Strasbourg (D, 0-0, 1-0 tab)   | 1 Olympique lyonnais (E, 1-3) |                               |             |
| 1996-1997 | 2 | exempt                      | 2 AS Saint-Étienne (D, 0-0, 5-6 tab) |                                     |                               |                               |             |
| Édition   | N |                             | Premier tour                         | 16e de finale                       | 8e de finale                  | Quart de finale               | Demi-finale |
| 1997-1998 | 2 |                             | 2 Le Mans UC (E, 2-3 ap)             |                                     |                               |                               |             |
| 1998-1999 | 2 |                             | 3 FC Mulhouse (D, 2-1 ap)            | 2 EA Guingamp (E, 1-0)              | 1 AJ Auxerre (D, 1-2)         |                               |             |
| 1999-2000 | 2 |                             | exempt                               | 1 Olympique lyonnais (E, 1-3)       |                               |                               |             |
| 2000-2001 | 3 |                             | 2 Le Mans UC (D, 4-2 ap)             | 1 EA Guingamp (E, 3-1)              | 2 ES Wasquehal (D, 3-2 ap)    | 1 Olympique lyonnais (D, 0-2) |             |
| 2001-2002 | 2 |                             | 3 SCO Angers (D, 2-1)                | 2 Nîmes Olympique (D, 2-0)          | 2 RC Strasbourg (D, 0-2)      |                               |             |
| 2002-2003 | 2 |                             | 2 FC Gueugnon (D, 0-1 ap)            |                                     |                               |                               |             |
| 2003-2004 | 2 |                             | 2 AS Nancy-Lorraine (D, 0-1)         |                                     |                               |                               |             |
| 2004-2005 | 2 |                             | 2 ES Troyes AC (E, 2-2, 2-3 tab)     |                                     |                               |                               |             |
| 2005-2006 | 2 |                             | 2 FC Gueugnon (E, 1-1, 5-4 tab)      | 1 FC Lorient (E, 2-2, 4-5 tab)      |                               |                               |             |
| Édition   | N | Premier tour                | Deuxième tour                        | 16e de finale                       | 8e de finale                  | Quart de finale               | Demi-finale |
| 2006-2007 | 2 | exempt                      | 2 Le Havre AC (D, 2-1)               | 2 Dijon FCO (E, 1-2)                |                               |                               |             |
| 2007-2008 | 2 | exempt                      | 2 EA Guingamp (D, 1-1, 3-2 tab)      | 1 RC Strasbourg (E, 2-0)            | 1 AS Nancy-Lorraine (E, 0-1)  |                               |             |
| 2008-2009 | 2 | exempt                      | 2 Vannes OC (E, 2-3 ap)              |                                     |                               |                               |             |
| Édition   | N | Tour préliminaire           | Premier tour / Deuxième tour         | 16e de finale                       | 8e de finale                  | Quart de finale               | Demi-finale |
| 2009-2010 | 3 | 3 Stade de Reims (E, 2-1)   | 2 Vannes OC (D, 1-1, 2-3 tab) / -    |                                     |                               |                               |             |
| Édition   | N | Premier tour                | Deuxième tour                        | 16e de finale                       | 8e de finale                  | Quart de finale               | Demi-finale |
| 2010-2011 | 3 | 2 Dijon FCO (E, 2-1 ap)     | 3 SC Bastia (D, 0-0, 3-4 tab)        |                                     |                               |                               |             |
| 2011-2012 | 2 | 3 Nîmes Olympique (D, 2-0)  | 2 Le Havre AC (D, 2-1)               | 1 Montpellier HSC (E, 2-2, 3-4 tab) |                               |                               |             |
| 2012-2013 | 3 | 2 AJ Auxerre (D, 1-2)       |                                      |                                     |                               |                               |             |
| 2013-2014 | 3 | 2 LB Châteauroux (D, 1-0)   | 2 Le Havre AC (E, 3-2 ap)            | 2 Tours FC (E, 1-3)                 |                               |                               |             |
| 2016-2017 | 2 | 2 Clermont Foot 63 (E, 1-2) |                                      |                                     |                               |                               |             |
| 2017-2018 | 1 |                             |                                      | 1 ESTAC Troyes (E, 2-1)             | 2 Tours FC (D, 2-1)           | 1 Paris SG (D, 0-2)           |             |
| 2018-2019 | 1 |                             |                                      | 2 FC Metz (E, 2-1)                  | 1 Olympique lyonnais (D, 2-3) |                               |             |
| 2019-2020 | 1 |                             |                                      | 1 Angers SCO (D, 3-2)               | 1 Stade rennais FC (D, 3-2)   | 1 LOSC Lille (E, 0-2)         |             |

## Statistiques

### Statistiques générales
Le tableau suivant dresse les statistiques générales de l'Amiens SC en Coupe de le Ligue. Le club a un bilan équilibré dans la compétition, avec des nombres de qualification et d'élimination similaires.
| Part. | MJ | Q  | É  | Bp | Bc | Diff |
| ----- | -- | -- | -- | -- | -- | ---- |
| 24    | 49 | 25 | 24 | 71 | 72 | -1   |

### Joueurs
La LFP, organisatrice de la compétition, dresse le bilan des joueurs de Ligue 2 depuis l'édition 1997-1998. Sur cette période, le défenseur Jean-Paul Abalo est celui qui a disputé le plus de matchs. Le tableau suivant dresse la liste des cinq joueurs ayant eu le plus de temps de jeu dans la compétition avec l'Amiens SC depuis 1997.
| N° | Joueur            | Poste     | T    | MJ | MT |
| -- | ----------------- | --------- | ---- | -- | -- |
| 1  | Jean-Paul Abalo   | Défenseur | 1370 | 15 | 13 |
| 2  | Oscar Ewolo       | Milieu    | 870  | 10 | 9  |
| 3  | Philippe Poil     | Gardien   | 840  | 8  | 8  |
| 4  | Emmanuel Duchemin | Milieu    | 820  | 11 | 9  |
| 5  | Hervé Lybohy      | Milieu    | 750  | 7  | 7  |

### Affluence
Le tableau suivant répertorie les cinq affluences les plus importantes de l'Amiens SC en Coupe de la Ligue à domicile.
| N° | Édition   | Date             | Adversaire             | Affluence | Score | Réf      |
| -- | --------- | ---------------- | ---------------------- | --------- | ----- | -------- |
| 1  | 2000-2001 | 24 février 2001  | Olympique lyonnais     | 10 977    | 0-2   | [ f 10 ] |
| 2  | 2017-2018 | 10 janvier 2018  | Paris Saint-Germain FC | 9 222     | 0-2   |          |
| 3  | 1998-1999 | 3 février 1999   | AJ Auxerre             | 7 500     | 1-2   | [ f 5 ]  |
| 4  | 2018-2019 | 19 décembre 2019 | Olympique lyonnais     | 7 327     | 2-3   |          |
| 5  | 2001-2002 | 8 janvier 2002   | RC Strasbourg          | 5 665     | 0-2   | [ f 11 ] |